# 翠屏站

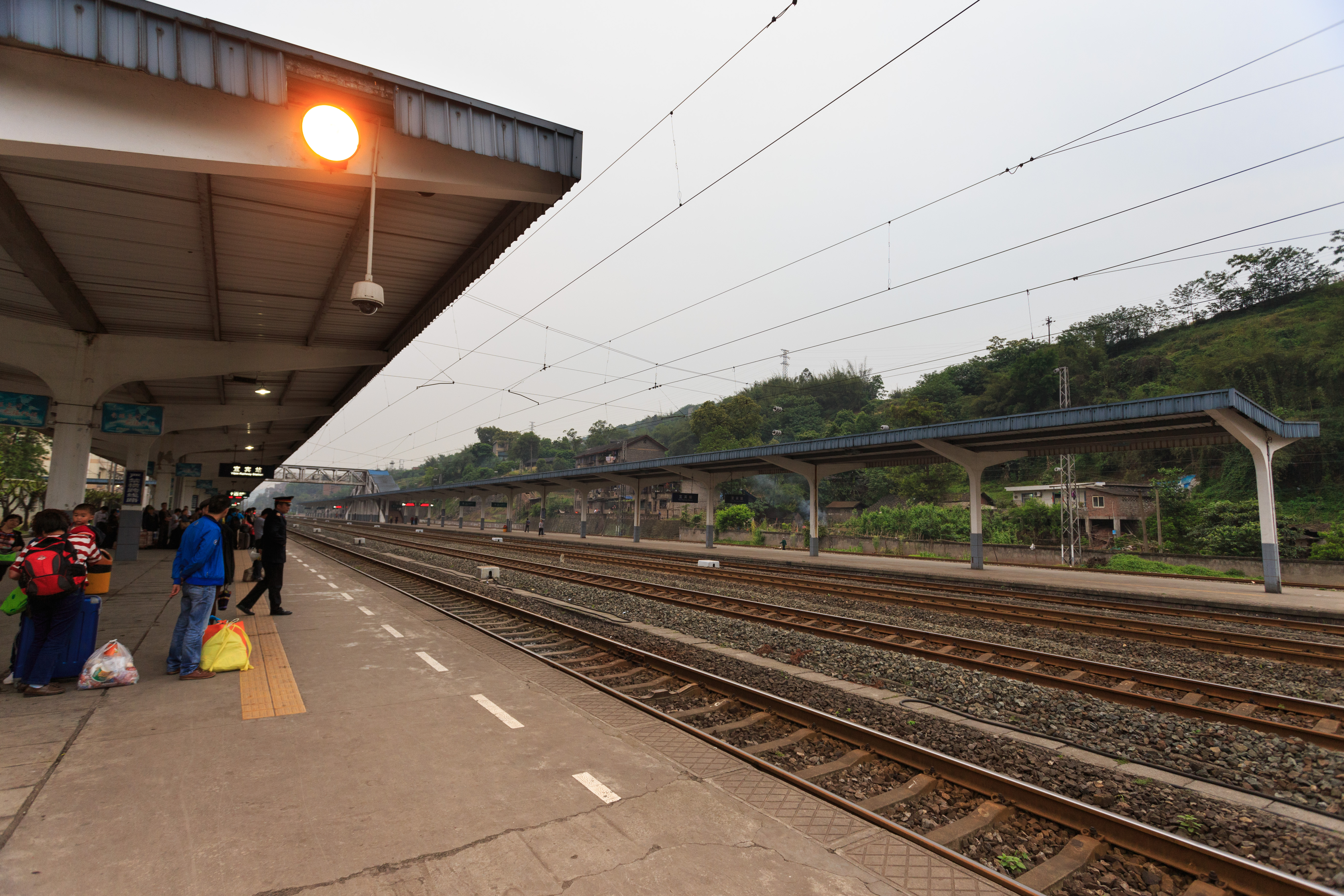
站台

翠屏站，原名宜宾站，是位于四川省宜宾市翠屏区的一个铁路车站，建于1958年，隶属成都铁路局宜宾车务段，是二等站，有内昆铁路经过该站，离内江站118公里，离六盘水站407公里，现办理客货运业务。
为配合成宜高铁宜宾站命名，2023年7月15日起，本站更名为翠屏站。

## 車站周邊
- 宜宾市西门客运站
- 宜宾市一中
- 中坝大桥
- 翠屏山公园
- 大观楼